# Pausanias (Sparta)

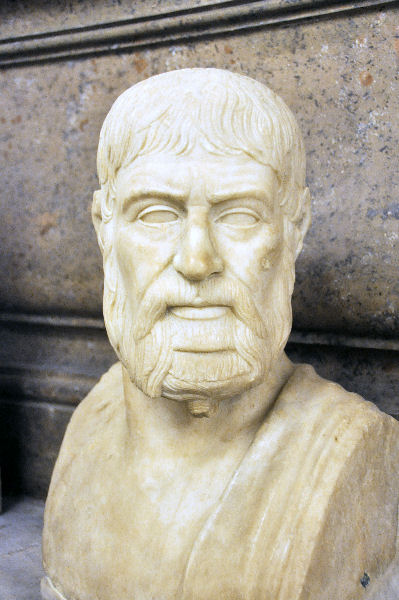
Büste des Pausanias in den Kapitolinischen Museen in Rom

Pausanias (altgriechisch Παυσανίας Pausanías), Sohn des Kleombrotos, war ein Angehöriger des spartanischen Königshauses der Agiaden und von 479–470 v. Chr. Regent anstelle des jugendlichen Königs Pleistarchos, nachdem dessen Vater Leonidas 480 v. Chr. an den Thermopylen gefallen war.
Als einer der beiden Heerkönige Spartas führte er in den Perserkriegen das spartanische Landheer und nach dem endgültigen Sieg über die Perser 479 v. Chr. zehn Jahre lang die gemeinsame Flotte der Athener und Spartaner, bis er in die Heimat abberufen, des Hochverrates angeklagt und durch Aushungern in einem Tempel, wohin er als Asylsuchender geflüchtet war, ums Leben gebracht worden ist. Die wichtigste Quelle über sein Leben sind Herodot und der Bericht des Thukydides über die Vorgeschichte des Peloponnesischen Krieges, während spätere Autoren wie Plutarch oder Cornelius Nepos abschreiben, ohne weitere Fakten beitragen zu können. Das Todesjahr des Pausanias wird in der Forschung mit 470 v. Chr. angegeben, bei Thukydides finden sich nur die Zeitangaben „einmal“ und „dann“ (Thukydides 1,128,1 bzw. 1,133,1).
Pausanias wird in den antiken Quellen durchweg negativ als grausamer, arroganter und despotischer Befehlshaber dargestellt, der angeblich mit den Persern geheime Verhandlungen aufgenommen habe, um sich selbst zum Herrscher von Griechenland zu machen. Thukydides überliefert als Beweis dazu einen angeblichen Brief des Pausanias an König Xerxes: „Pausanias, der Führer Spartas (…) macht dir den Vorschlag, wenn auch du einverstanden bist, deine Tochter zu heiraten und dir Sparta und das übrige Hellas untertänig zu machen. [Er glaubt], das erreichen zu können (…) Wenn dir etwas daran gefällt, so schicke einen verlässlichen Mann über das Meer, durch den wir künftig verhandeln können.“ (zitiert nach Thukydides 1,128). Cornelius Nepos baut seinen Bericht in den Biographien berühmter Männer wie eine Anklagerede auf, die nicht ein positives Wort über Pausanias enthält und mit der Bemerkung schließt: „So trübte Pausanias seinen großen Kriegsruhm durch ein unehrenhaftes Ende.“ („Sic Pausanias magnam belli gloriam turpi morte maculavit“; zitiert nach Cornelius Nepos, Pausanias 5,4) Insgesamt sollte man vorsichtig mit Urteilen über seinen „schlechten“ Charakter oder seine „unrühmliche“ Rolle in der griechischen Geschichte sein, da der auf uns überkommene Bericht parteiisch und ins Gegenteil verzerrt sein könnte.
479 v. Chr. besiegte Pausanias als Feldherr der Spartaner die Perser bei der entscheidenden Schlacht von Plataiai und widmet anschließend eine goldene Schale aus der persischen Beute dem delphischen Apollon mit folgender Inschrift: „Herr der Hellenen im Feld, Vernichter des persischen Heeres, stellt Pausanias hier, Phoibos, das Mahnmal dir auf.“ (zitiert nach Thukydides 1,132). Diese Inschrift wurde kurz darauf wieder entfernt, weil die Regierung der Spartaner es für „Unrecht“ hielt, dass ein einzelner Bürger ihres Staates dermaßen herausgehoben würde (so Thukydides an derselben Stelle). Der durchaus selbstbewusste Feldherr Pausanias, der als Regent anstelle des legitimen, aber minderjährigen Königs sein Ansehen festigen und seine Autorität vermehren wollte, traf auf den Widerstand der traditionellen Eliten, die seinen Aufstieg verhindern wollten.
Kennzeichnend für die Verzerrung, mit der über Pausanias in antiken Quellen berichtet wird, ist die folgende Anekdote: Nach der Schlacht von Plataiai soll er sich von den Sklaven des persischen Befehlshabers, die gleichfalls in Gefangenschaft geraten waren, mit den erbeuteten Lebensmitteln ein Gastmahl auftischen haben lassen. Nach dem Bericht des Herodot bewies Pausanias in dieser Episode seine spartanische Erziehung, weil er es verschmähte, dieses Essen anzurühren: „Pausanias befahl den Bäckern und Köchen, ein Mahl zu richten (…) Da sah Pausanias die goldenen und silbernen Liegen mit schönen Decken, die goldenen und silbernen Tische und die großartige Zubereitung des Mahles. Tief beeindruckt von all den vor ihm liegenden Kostbarkeiten befahl er seinen Dienern zum Spott, ein lakonisches Mahl zuzubereiten (…) Lachend rief Pausanias: Griechen, ich habe euch rufen lassen, um die Torheit des [Persers] zu beweisen, der so üppig lebt und doch zu uns kam, um uns bei unserer jammervollen Lebensweise zu berauben.“ (nach Herodot 9,82). Bei Cornelus Nepos wird aus dieser Anekdote Folgendes: „Von den heimatlichen Sitten wandte er sich ab, auch sein Äußeres und seine Kleidung veränderte er (…) Nach Perserart ging es bei den Banketten üppiger zu, als es die Teilnehmer vertragen konnten.“ (zitiert nach Cornelius Nepos, Pausanias 3,1–2).
478 v. Chr. eroberte Pausanias mit 50 Schiffen Byzantion (Thukydides 1,94) und soll danach aufgrund seines herrischen Auftretens unter den Griechen Missmut erregt haben (Thukydides 1,128). Er wurde des Medismos (= Konspiration mit den Persern) beschuldigt und nach Sparta zurückberufen, dann jedoch von allen Vorwürfen freigesprochen und zu einer Geldstrafe verurteilt (nach Cornelius Nepos, Pausanias 2,6). Weil ihm die Regierung von Sparta das Kommando über die Flotte entzogen hatte, verließ Pausanias mit einem Schiff und Männern, die er auf eigene Kosten angeworben hatte, das Land und fuhr nach Kolonai, einem kleinen Ort am Bosporus, um dort den Krieg gegen die Perser fortzusetzen (nach Thukydides 1,131). Der Aufenthalt in Kolonai fand entweder 477–471 oder 472–471 v. Chr. statt, je nachdem, wie die Forschung die vagen Zeitangaben bei Thukydides auslegt („nun“). Möglicherweise im Jahre 471 v. Chr. wurde Pausanias erneut zurückberufen oder verhaftet und ein zweites Mal angeklagt. Die Beschuldigung lautete auf „Nachahmung der Barbaren“ und Landesverrat: „[Die Lakedaemenier] erfuhren, dass er auch mit den Heloten verhandelte; und es verhielt sich in der Tat so: Freiheit versprach er ihnen und Bürgerrecht, wenn sie beim Umsturz und in allem gemeinsame Sache mit ihm machten.“ (zitiert nach Thukydides 1,132,4). Pausanias soll die von den Spartanern versklavte Urbevölkerung zum Aufstand angestiftet haben, die „in großer Zahl die Felder der Spartaner bewirtschaftet[e] und Sklavendienste leistet[e]. Diese (…) wolle Pausanias aufwiegeln, indem er ihnen Freiheit in Aussicht stellte.“ (nach Cornelius Nepos, Pausanias 3,6). Hier lassen sich die antiken Quellen auch positiv deuten: Pausanias wollte die Rückständigkeit seiner Heimat beseitigen, allen Bewohnern gleiche Rechte geben und auf diese Weise die Zahl der wehrfähigen Bürger erhöhen, sodass Sparta im Konflikt mit Athen an militärischer Stärke gleichziehen konnte.
Pausanias wurde erneut freigesprochen; dies zeigt, dass die Anklagen entweder erfunden waren oder Pausanias als fortschrittlicher Regent viele Anhänger hatte, die seine Politik unterstützten, aber in den antiken Quellen nicht erwähnt werden. Es wurde aber schließlich ein Zeuge in Person eines angeblichen ehemaligen Lustknabens gefunden. Dieser soll mit einem geheimen Schreiben zu den Persern geschickt worden sein, habe es aber geöffnet und so Beweise für den Verrat erlangt. Die antiken Quellen (Thukydides 1,132–34; Cornelius Nepos, Pausanias 4-5) berichten sehr anschaulich, wie ein geheimes Versteck unter der Erde (so Cornelius Nepos) oder hinter einer doppelten Wand (so Thukydides) errichtet wurde, um die konspirativen Unterredungen zwischen Pausanias und dem Zeugen, der eingeschüchtert oder für sein Schweigen mit Geld belohnt werden soll, zu belauschen. Auf Grundlage der so zusammengetragenen Beweise sollte Pausanias verhaftet werden, doch er konnte in den Tempel der Athena Chalkioikos fliehen. Die Regierung veranlasste das Zumauern der Eingänge, um den angeblichen Verräter, der im Tempel nicht angefasst werden durfte, durch Verhungern zu Tode zu bringen.